# Oniverse
Oniverse (già Gruppo Calzedonia) è un'azienda italiana proprietaria di 8 marchi legati al settore dell'abbigliamento e commercializzati in punti vendita monomarca (circa 5100) presenti in cinquantacinque Stati.

## Storia
Il Gruppo Calzedonia nasce a Vallese di Oppeano, in provincia di Verona, nel 1987. Fondata da Sandro Veronesi, originario di Belluno Veronese, laurea in economia e commercio a Verona, ex dipendente in Golden Lady, la società di collant fondata da Nerino Grassi, di cui Veronesi ha sposato una figlia. È presidente e maggior azionista del Gruppo e considerato da Forbes tra le prime 1280 persone più ricche del mondo con un patrimonio stimato nel 2020 di 2,5 miliardi di dollari.
L'azienda si sviluppa inizialmente secondo il modello del franchising. Secondo la pubblicazione di Mediobanca sulle principali società italiane, Calzedonia è nel 2009 uno dei sette gruppi nazionali ad aver raggiunto e superato la soglia del miliardo di fatturato. Nel 2016 il fatturato è di oltre 2 miliardi di euro.
In azienda lavorano anche i tre figli di Veronesi: Marcello, Matteo e Federico.
Il 4 dicembre 2023 l'azienda ha annunciato di cambiare il proprio nome, che diventa Oniverse.

## Sedi operative e produttive
L'attuale sede amministrativa del gruppo si trova a Dossobuono di Villafranca di Verona. Sul fronte produttivo, oltre agli stabilimenti già presenti in Italia, ha sedi in Sri Lanka, Croazia, Bulgaria, Serbia, Bosnia ed Erzegovina ed Etiopia.
A livello logistico, il gruppo dispone di quattro centri distributivi situati nella frazione Vallese di Oppeano, Castagnaro, Varasdino (Croazia) e San Paolo (Brasile).

## Marchi
I marchi posseduti dal gruppo sono:
- Calzedonia (calzetteria, swimwear e abbigliamento);
- Intimissimi (lingerie e intimo);
- Intimissimi Uomo (intimo, maglieria, nightwear, calzetteria e swimwear maschile);
- Tezenis (intimo, nightwear ed abbigliamento);
- Falconeri (maglieria);
- Atelier Emé (abiti da sposa e da cerimonia);
- Antonio Marras
- Signorvino (vini italiani).
- Cantiere del Pardo (yacht di lusso)

## Comunicazione e marketing
Uno spot pubblicitario dell'ottobre 2009 fu criticato perché accusato di aver utilizzato l'Inno di Mameli – riarrangiato per l'occasione – per fini commerciali.
Alcuni volti dell'azienda sono stati: Gisele Bündchen, Clara Alonso, Sara Sampaio, Noah Mills, Emily DiDonato, Julia Roberts, Sarah Jessica Parker, Adriana Lima, Rita Ora tra le italiane anche Melissa Satta, Federica Nargi, Emma Marrone, Annalisa e Chiara Ferragni.

## Filantropia
Il gruppo Calzedonia finanzia la fondazione San Zeno, che destina contributi a enti e associazioni che intraprendono progetti di scolarizzazione, formazione umana e professionale, lavoro in Europa, Asia, Africa e America Latina.

## Dati economici
Nel 2017 il gruppo ha realizzato un fatturato di 2,314 miliardi di euro con un aumento dell'8,7% rispetto all'anno precedente ed Ebitda di 489 milioni. Nel 2018 il fatturato è stato di 2,3 miliardi con un calo dello 0,5% rispetto al 2017. L'Ebitda di 478 milioni.